# روغن‌ماهی صخره
روغن‌ماهی صخره (نام علمی: Lotella rhacina) نام یک گونه از تیره روغن‌ماهیان کوچک است.